# باشگاه فوتبال سپاهان در فصل ۱۳۵۵
در این صفحه شما اطلاعات سپاهان در فصل ۱۳۵۵ فوتبال ایران را خواهید دید. سپاهان در این فصل در تخت جمشید چهارم و جام حذفی اول شرکت کرد.

### بازیکنان
| شماره |       | پست       | بازیکن                   |
| ----- | ----- | --------- | ------------------------ |
| ۱     | ایران | دروازه‌بان | اکبر مالکی               |
| ۲     | ایران | دروازه‌بان | بهرام استکی              |
| ۳     | ایران | مدافع     | منوچهر کبیریان           |
| ۴     | ایران | مدافع     | مسعود تابش (کاپیتان اول) |
| ۵     | ایران | مدافع     | غلامرضا دوکچی            |
| ۶     | ایران | مدافع     | بهروز مردانی             |
| ۷     | ایران | مدافع     | مهدی اخوان               |
| ۸     | ایران | مدافع     | حسن ملارضا               |
| ۹     | ایران | مدافع     | مجید ندیمیان             |
| ۱۰    | ایران | هافبک     | رسول خوروش               |
| ۱۱    | ایران | هافبک     | محسن یزدخواستی           |
| ۱۲    | ایران | هافبک     | حمید ولیوند              |

| شماره |       | پست   | بازیکن             |
| ----- | ----- | ----- | ------------------ |
| ۱۳    | ایران | هافبک | رضا دهقان          |
| ۱۴    | ایران | هافبک | محسن فروغی         |
| ۱۵    | ایران | هافبک | محمود یزدخواستی    |
| ۱۶    | ایران | هافبک | احمد جفاری         |
| ۱۷    | ایران | مهاجم | حمید ندیمیان       |
| ۱۸    | ایران | مهاجم | رضا صفاپور         |
| ۱۹    | ایران | مهاجم | مصطفی حیدری        |
| ۲۰    | ایران | مهاجم | پرویز فرحناک       |
| ۲۱    | ایران | مهاجم | منصور ابراهیم زاده |
| ۲۲    | ایران | مهاجم | اصغر حجازی         |
| ۲۳    | ایران | مهاجم | رضا کوهستانی       |